# Cecil Lolo
Cecil Sonwabile Lolo (Khayelitsha, 11 de marzo de 1988 - Ciudad del Cabo, 24 de octubre de 2015) fue un futbolista sudafricano que jugaba en la demarcación de defensa.

## Biografía
Debutó como futbolista de la mano del entrenador Foppe de Haan el 17 de septiembre de 2010 con el Ajax Cape Town FC tras formarse en las categorías inferiores del club y pasar un año en calidad de cedido en el Ikapa Sporting FC. Jugó en el equipo de Ciudad del Cabo durante cinco temporadas a nivel profesional, completando un total de 105 partidos entre liga y copa, además de anotar dos goles. En 2015 ganó junto al club la MTN 8.
Falleció el 24 de octubre de 2015 en Ciudad del Cabo a los 27 años de edad tras sufrir un accidente de tráfico.

## Clubes
| Club              | País      | Año         | Partidos | Goles |
| ----------------- | --------- | ----------- | -------- | ----- |
| Ajax Cape Town FC | Sudáfrica | 2010 - 2015 | 105      | 2     |

## Palmarés

### Campeonatos nacionales
| Título | Club              | País      | Año  |
| ------ | ----------------- | --------- | ---- |
| MTN 8  | Ajax Cape Town FC | Sudáfrica | 2015 |